# Ричленд (округ, Огайо)
Округ Ричленд (англ. Richland County) располагается в штате Огайо, США. Официально образован 1 марта 1813 года. По состоянию на 2010 год, численность населения составляла 124 475 человека.

## География
По данным Бюро переписи США, общая площадь округа равняется 1 295,208 км2, из которых 1 282,751 км2 суша и 4,810 км2 или 0,960 % это водоёмы.

## Население
По данным переписи населения 2000 года в округе проживает 128 852 жителей в составе 49 534 домашних хозяйств и 34 277 семей. Плотность населения составляет 100,00 человек на км2. На территории округа насчитывается 53 062 жилых строений, при плотности застройки около 41,00-го строения на км2. Расовый состав населения: белые — 88,16 %, афроамериканцы — 9,43 %, коренные американцы (индейцы) — 0,20 %, азиаты — 0,51 %, гавайцы — 0,03 %, представители других рас — 0,38 %, представители двух или более рас — 1,28 %. Испаноязычные составляли 0,93 % населения независимо от расы.
В составе 30,90 % из общего числа домашних хозяйств проживают дети в возрасте до 18 лет, 54,30 % домашних хозяйств представляют собой супружеские пары проживающие вместе, 11,40 % домашних хозяйств представляют собой одиноких женщин без супруга, 30,80 % домашних хозяйств не имеют отношения к семьям, 26,50 % домашних хозяйств состоят из одного человека, 10,90 % домашних хозяйств состоят из престарелых (65 лет и старше), проживающих в одиночестве. Средний размер домашнего хозяйства составляет 2,47 человека, и средний размер семьи 2,98 человека.
Возрастной состав округа: 24,80 % моложе 18 лет, 8,40 % от 18 до 24, 28,60 % от 25 до 44, 24,10 % от 45 до 64 и 24,10 % от 65 и старше. Средний возраст жителя округа 38 лет. На каждые 100 женщин приходится 101,30 мужчин. На каждые 100 женщин старше 18 лет приходится 99,30 мужчин.
Средний доход на домохозяйство в округе составлял 37 397 USD, на семью — 45 036 USD. Среднестатистический заработок мужчины был 35 425 USD против 22 859 USD для женщины. Доход на душу населения составлял 18 582 USD. Около 8,20 % семей и 10,60 % общего населения находились ниже черты бедности, в том числе — 15,30 % молодежи (тех, кому ещё не исполнилось 18 лет) и 7,70 % тех, кому было уже больше 65 лет.

## Города-побратимы
- Новый Тайбэй, Тайвань[2]